# Apomys camiguinensis
Apomys camiguinensis és una espècie de mamífer rosegador de la família dels múrids. Són rosegadors de petites dimensions, amb una llargada de cap a gropa de 246 a 266 mm i una cua de 140 a 160 mm. Poden arribar a pesar fins a 42 g. Aquesta espècie és endèmica de l'illa de Camiguin, a les Filipines. Viu en boscs primaris i en boscs amb molsa de 1.000 a 1.400 msnm. La regió que habita està en perill a causa de la tala d'arbres.